# Gebalim
Gebalim – trudna w identyfikacji nazwa jakiegoś ludu słowiańskiego, pojawiająca się w liście Chasdaja ibn Szapruta, żydowskiego uczonego działającego na dworze Umajjadów w Kordobie, do króla Chazarów Józefa.
W napisanym po hebrajsku liście, powstałym przed 961 rokiem, Szaprut wymienia zagraniczne poselstwa bawiące na dworze w Kordobie. Wśród nich znaleźli się wysłannicy „króla Aszkenazów” (tj. króla niemieckiego Ottona I), „króla Konstantyny” (tj. cesarza Bizancjum) oraz „króla Gebalim, którzy są al-Sekalab”. Posłowie z Gebalim, dowiedziawszy się o zamiarze nawiązania przez Chasdaja kontaktu z władcą Chazarii, zobowiązali się do przekazania listów swojemu królowi, który miał następnie przesłać je dalej poprzez kraje Hangryn (Węgry) i Rum (Bizancjum) do Chazarów. Posłom tym miało towarzyszyć dwóch Żydów o imionach mar Saul i mar Józef, którzy prawdopodobnie pełnili funkcję tłumaczy.
Nazwa Gebalim, o prawdopodobnie biblijnym pochodzeniu, jest trudna w interpretacji, chociaż zestawienie jej w jednym szeregu z nazwami Niemiec i Bizancjum pozwala na orientacyjne usytuowanie jej na mapie ówczesnej Europy. Źródłosłów nazwy wywodzono z hebrajskiego gebal „góra” i na tej podstawie wiązano ją z Chorwatami. Próbowano ją też odnieść do państwa polańskiego Siemomysła/Mieszka I lub Czech pod panowaniem Bolesława I. Zdaniem K.T. Witczaka Chasdaj pod nazwą Gebalim opisał połabskich Hawelan/Stodoran.